# Гуналанд
Гуналанд (давньоскан. Húnaland) — країна зі скандинавських саг з невизначеною локалізацією у Східній Європі (Угорщина, Німеччина, Чехія, Україна). Зазвичай асоціюється з народом гунів.
У Сазі про Гервьор межує з землею ґотів Рейдґоталанд. На кордоні двох держав розташовувався чарівний ліс Мюрквід. При цьому Гуналанд відмінний як від Ґардаріки, так й від Саксонії.
Центральні землі Гуналанду розташовувались в Північному Причорномор'ї та Придніпровських степах.
У Сазі про Тідрека Гуналанд розташований значно західніше. Столицею країни названо місто Вальтербурґ (Valterborg, який ототожнюють з моравським Велеградом) та Зост, що відповідає сучасній Німеччині. Південним кордоном Гуналанду названо річку Дунай. Також ця країна виявляється вразливою до походів руських князів (Вальдемара). Гуналанд також асоціюють з Аварським каганатом.
Існує версія, згідно з якою Гуналанд лежав на берегах Північного моря, в місці проживання фризів (В Сазі про Тідрека Атілла вважається уродженцем Фрісландії).

## Королі Гуналанду
- Ґумлі
- Мило (Милош, Меліас)
- Аттіла